# Proste życie (film)
Proste życie (kant. 桃姐 / Tou ze) – hongkoński dramat filmowy z 2011 roku w reżyserii Ann Hui. 
Obraz miał swoją premierę 5 września 2011 roku w konkursie głównym na 68. MFF w Wenecji, gdzie zdobył Puchar Volpiego dla najlepszej aktorki za kreację Deannie Yip.

## Fabuła
Ah Tao przepracowała niemal całe życie jako niania i służąca w rodzinie Rogera, producenta filmowego. Gdy Ah doświadcza udaru i nie może już sama zadbać o siebie, role się odwracają i to Roger zaczyna się o nią troszczyć. Umieszcza kobietę w domu opieki, gdzie przedstawia go ona jako swojego chrześniaka.

## Obsada
- Andy Lau – Roger Leung
- Deannie Yip – Ah Tao
- Wang Fuli – matka Rogera
- Qin Hailu – pani Choi
- Paul Chun – wujek Kin
- Leung Tin – dyrektor
- Yu Man-si – Sharon
- Eman Lam – Carmen
- Hui Pik-kei – ciotka Kam
- Elena Kong – córka ciotki Kam
- Jason Chan Chi-san – Jason
- Ho So-ying – ciotka Mui